# Antalis glaucarena
Antalis glaucarena är en blötdjursart som först beskrevs av Dell 1953.  Antalis glaucarena ingår i släktet Antalis och familjen Dentaliidae. Inga underarter finns listade i Catalogue of Life.